# Knanayas

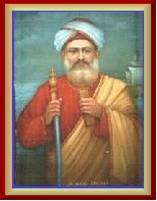
Tomás de Caná.

Los knanayas, también conocidos como los sudistas o tekkumbhagar, son un grupo endogámico en la comunidad de los cristianos de Santo Tomás en Kerala, India. Se diferencian de otra parte de la comunidad, conocida en este contexto como los nordistas. En 2008 había alrededor de 300 000 knanayas en India y en otros lugares.
Los orígenes de la división de los cristianos de Santo Tomás en grupos de nordistas y sudistas no están claros. Varias tradiciones se remontan a la llegada del comerciante sirio Tomás de Caná en el siglo IV o el VIII, mientras que otra leyenda remonta su origen a judíos del Medio Oriente. Las divisiones estuvieron presentes en el momento de la colonización portuguesa de la India en el siglo XVI, y se notó a través de la era colonial europea.
Hoy la mayoría de knanayas son miembros de la Iglesia católica siro-malabar y de las Iglesias malankaras. Se hicieron cada vez más prominentes en Kerala a fines del siglo XIX. Muchos knanayas emigraron durante los siglos XX y XXI, en su mayoría hacia el oeste, formando comunidades en áreas que no hablan malayalam, con una gran comunidad de expatriados que viven actualmente en Chicago, Illinois en Estados Unidos.

## Nombres
El término knanaya deriva del nombre de Tomás de Cana, una figura importante en la tradición cristiana de Santo Tomás. La última derivación del epíteto de Tomás, Caná no es clara: puede referirse a la ciudad de Caná, que se menciona en la Biblia, o puede referirse a la tierra de Canaán. Alternativamente, puede ser una corrupción de un término siríaco para comerciante (Knāyil en malayalam). Sin embargo, el erudito Richard M. Swiderski afirma que ninguna de estas etimologías es completamente sólida. El sacerdote y erudito de knanaya Jacob Kollaparambil argumenta que la forma "Caná" es una corrupción introducida por eruditos europeos basados en la forma malayalam Kinayi. Esto puede ser una referencia a la comunidad cristiana de Kynai, en Bét Aramayé en Persia.
Los knanayas también son conocidos como tekkumbhagar en malayalam; esto generalmente se traduce al idioma inglés como Southist, o algunas veces Southerner o Suddhist. Esto es en referencia a la división geográfica históricamente significativa entre ellos y otros cristianos de Santo Tomás, que son conocidos como vadakumbhagar' o los norteños en este contexto.

## Orígenes y tradiciones
No está claro cómo se originó la división de los cristianos de Santo Tomás en grupos del sur y del norte. La evidencia escrita más temprana de las fechas de división data del siglo XVI. Las divisiones direccionales dentro de las comunidades son comunes en Kerala, incluso entre los grupos hindúes. Una división similar norte-sur se encuentra entre los nairs (un grupo de castas hindúes), e históricamente parece haber existido en el lugar desde los primeros asentamientos brahmanes en el área. Los cristianos de Santo Tomás pueden haber tomado este rasgo de los brahmanes.
Han surgido varias tradiciones e historias para explicar la división, y tanto los sudistas como los nordistas usan variantes de estas tradiciones para reclamar superioridad para su grupo. De acuerdo con C.J. Fuller, los nordistas son por lejos los más numerosos, pero están clasificados debajo de los sudistas. Cualesquiera que sean las historias, los sudistas en particular, si no los nordistas, compartieron un mundo de cultura común y habitaron un espacio común con otros clase alta. La versión anterior traza la división a la figura de Tomás de Caná, un comerciante sirio que lideró un grupo de 72 familias inmigrantes de Medio Oriente para establecerse en India en el siglo IV (algunas fuentes ubican estos eventos en el siglo VIII). Esta historia puede reflejar una migración histórica de cristianos sirios orientales a la India en esta época, que estableció la relación de la región con la Iglesia del Oriente. En las versiones knanayas de esta historia, los knanayas son los descendientes de Tomás de Caná y sus seguidores, mientras que los nordistas descienden del cuerpo cristiano local que había sido convertido por Tomás el Apóstol siglos antes. Los elementos de la historia de Tomás de Caná se enumeran en canciones antiguas, así como también en una concesión en placas de cobre otorgada a los seguidores de Tomás de Caná por un gobernante local. Se dice que estas planchas otorgaron 72 "privilegios" a los seguidores de Tomás de Caná por Cheraman Perumal, el rey de Chera. Las placas estuvieron presentes en Kerala durante la época de la colonización portuguesa a principios del siglo XVII, pero se perdieron durante la dominación portuguesa. Los knanayas invocan las planchas como evidencia de su descenso de la misión de Tomás de Cana.
En muchas otras variantes, Tomás de Caná tenía dos esposas o parejas, una de ellas es el antepasado de los endógamos sudistas, y la otra es el antepasado de los nordistas. En algunas de estas variantes, el antepasado de los sudistas es la esposa siria de Tomás, mientras que de los nordistas es una mujer indígena nair que se convirtió en su segunda esposa o concubina, implicando que los sudistas son los verdaderos herederos de Tomás. En otras variantes, ambas esposas eran nativas de Kerala, mientras que el antepasado de los sudistas pertenecía a una casta superior. Versiones más recientes de esta historia minimizan la importancia del estatus de cualquiera de las esposas, centrándose en cambio en las prácticas matrimoniales de sus descendientes: los nordistas se casaron con los nativos, mientras que los knanayas mantuvieron su estricta endogamia, manteniendo un linaje "puro".
Los nordistas también mantienen versiones de la historia de Tomás de Caná que contrarrestan las afirmaciones de los knanayas. En las versiones nordistas, tanto los nordistas como los sudistas descienden de los matrimonios entre los partidarios de Tomás y los cristianos indígenas, pero los knanayas descienden de los sirvientes sirios que se casaron con keralanos de "casta baja"; la endogamia y la "pureza" de los knanayas se deben a su exclusión por parte de la clase alta de los nordistas. Estas variantes rastrean atrás frecuentemente el descenso de los knanayas a una dobi (lavandera); en algunas versiones de esta historia, se convirtió en la concubina de Tomás, mientras que en otra se casó con un joven maarano (casta de músicos de Kerala) de casta inferior. Esta afirmación se basa en el documento portugués "M.S Sloane 2748-A" de 1676, el primer y único registro europeo temprano que cambia la posición social de los sudistas y los nordistas. El documento se atribuye al padre Mateo O.C.D. pero se cree que es una falsificación debido a que la escritura de los documentos no coincide con ninguna otra obra del autor.
Otra historia sobre el origen de la división se hizo popular durante el siglo XX. En 1939, el político y autor de knanaya, Joseph Chazhikaden, publicó un libro sobre la comunidad, Tekkumbhagasamudayam Charitram, en el cual argumentaba que los knanayas eran los descendientes de los antiguos judíos. Chazhikaden se basó en la historia popular de que los knanayas llegaron con Tomás de Caná a la India, pero afirmó que se originaron en Judea, y luego se convirtieron al cristianismo, aunque mantuvieron su cultura e identidad distintas. Finalmente, fueron forzados a abandonar su tierra natal y se mudaron a Cranganore, donde fueron recibidos por el gobernante Cheraman Perumal y vivieron cerca, pero mantuvieron su separación de los cristianos indígenas "nordistas" de Santo Tomás. Swiderski cree que la leyenda fue "concebida y promulgada" por el propio Chazhikaden. Muchos knanayas modernos aceptan la historia como factual, mientras que otros la rechazan. Al igual que con otras tradiciones de origen knanaya, los nordistas la disputan y la condenan.

## Historia

### Primeras menciones

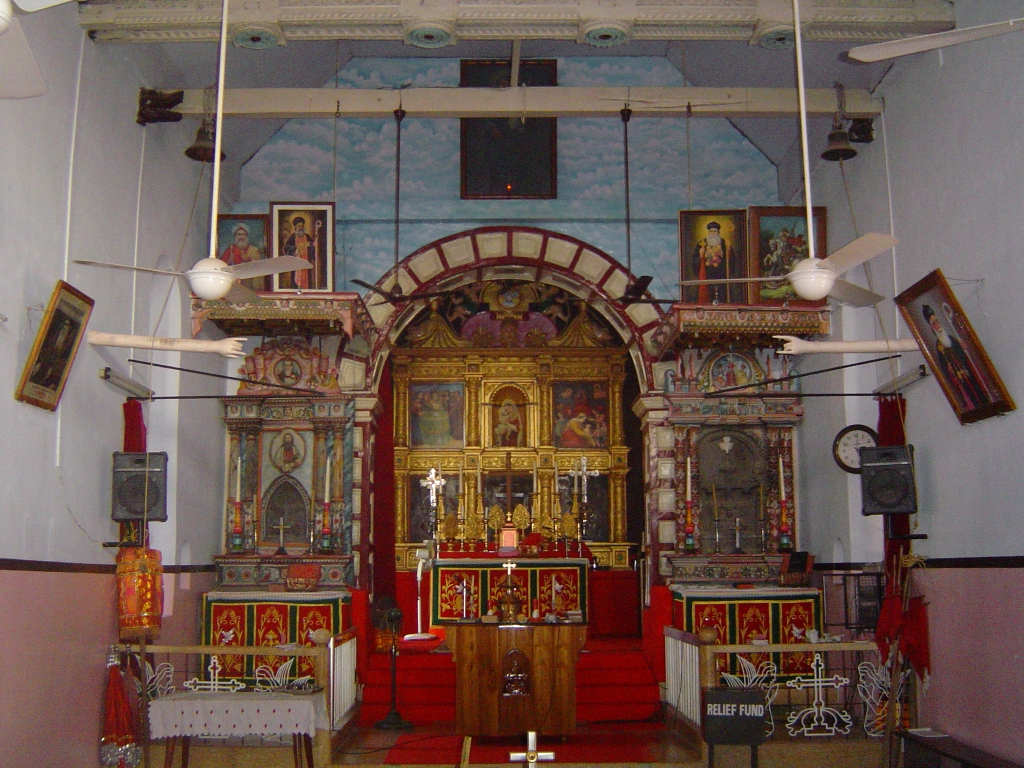
St. Marys Knanaya Jacobite Church en Kottayam, Kerala conteniendo símbolos antiguos de nasranis e inscripciones sasánidas pahlavi.

La primera evidencia escrita conocida de una división en la comunidad cristiana de Santo Tomás data del siglo XVI, cuando los funcionarios coloniales portugueses lo notaron. Una carta de 1518 de un misionero jesuita menciona un conflicto entre los hijos de Tomás de Caná, lo que sugiere una grieta en la comunidad en tiempos contemporáneos. En 1579 otro misionero jesuita llamado Monserrate escribió sobre la tradición de las dos esposas de Tomás de Caná por primera vez; él describe la división de la comunidad, pero no da detalles acerca de cada lado. Una carta de 1603 del oficial portugués J.M. Campori discute la división, que en ese momento se volvió intermitentemente violenta; Campori también remonta su origen a la historia de las dos esposas de Tomás.
Definiciones de la división por los portugueses:
- (1579) Monserrate, S.J. los vio como tribus divididas sobre la base de los lugares de residencia en el norte y el sur.[32] Tomás de Caná tuvo dos esposas de las que ambos grupos cristianos descienden, una libre y la otra esclava, pero ambas de noble cuna.[33]
- (1604) Campori S.J. los llamó castas y geracao (linajes).[32] Tanto sudistas como nordistas afirman ser descendientes de la verdadera esposa y no se casan entre sí.[34]
- (1604) Obispo Ros S.J. los consideró como dous genros (dos tipos) de cristianos; dous parcialidades (dos partes, facciones).[32] Los descendientes de Tomás de Caná que residen en las iglesias de Carturte (Kaduthuruthy), Cotete (Kottayam), Udiapmer (Udiyamperoor) y en Turigore son endogámicos, mientras que los cristianos de Santo Tomás son exógamos y convierten fácilmente gentiles.[35]
- (1606) Gouvea los vio como castas y bandos (facciones, grupos).[32] Los sudistas son los descendientes de la verdadera esposa de Tomás mientras que los del norte son los descendientes de una mujer nair a quien Tomás de Caná convirtió al cristianismo.[36]
- (1611) De Couto consideraba a los sudistas como armenios por casta.[32] Los sudistas son los que llegaron con Tomás de Caná y residen en las iglesias de Kaduthurthy, Diamper y Kottayam.[37]
- (1636) Da Trinidade O.F.M. caracterizó a los sudistas y a los nordistas como castas y bandos (facciones, grupos).[32] Los sudistas son los descendientes de la verdadera esposa de Tomás, mientras que los de nordistas descienden de una esclava convertida al cristianismo.[38]
- (1657) El obispo Sebastiani O.C.D. los llamó dos facciones (fattioni).[32] Los sudistas son los descendientes de la verdadera esposa de Tomás mientras nordistas desciende de la concubina de sangre nair de Tomás.[39]

Varias fuentes posteriores mencionan a los sudistas y su mutua enemistad con los nordistas. Después del Juramento de Coonan Cross de 1653, tanto los sudistas como los nordistas se dividieron internamente en facciones católicas y malankaras; esta grieta eclipsó la división norte-sur durante un período de tiempo. Los observadores europeos tendieron a etiquetar a los nordistas y a los sudistas como "castas" y consideraron esto como un ejemplo de la prevalencia de divisiones en la sociedad india en general. Más tarde, tanto los cristianos de Santo Tomás como los europeos trataron de mitigar la animosidad y restar importancia a la división.

### Era moderna

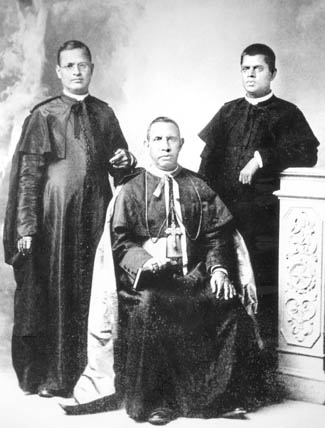
Mar Matthew Makil, primer obispo católico knanaya de Kottayam (centro).

A finales del siglo XIX, los cambios sociales en la India británica llevaron a una mayor riqueza y poder social para los cristianos de Santo Tomás. Este cambio social tendió a avanzar divisiones internas dentro de la comunidad, incluida la división sudista-nordista. Durante este período, los knanayas promovieron su propia singularidad e identidad independiente para impulsar nuevas oportunidades para su comunidad. Buscaron el establecimiento de parroquias centradas en los knanayas tanto para las Iglesias malankara como católica, que se fundaron en 1910 y 1911, respectivamente.
Al igual que otros cristianos de Santo Tomás, muchos knanayas han emigrado de Kerala e India desde el siglo XX. La mayor comunidad de la diáspora knanaya se encuentra en Chicago. La comunidad se originó en la década de 1950 cuando un pequeño número de knanayas y otros nativos de Kerala emigraron a la zona como estudiantes universitarios; a ellos siguió una inmigración más sustancial después de 1965. Los inmigrantes se encontraron periódicamente para eventos sociales, y en la década de 1970 se formaron las organizaciones para los católicos, miembros de otras Iglesias cristianas e hindúes. En la década de 1980 las diversas Iglesias particulares católicas indias enviaron capellanes a Chicago; en 1983, el obispo de Kottayam envió un capellán para ministrar específicamente a los católicos knanayas. A diferencia de otros cristianos indios en Chicago, los knanayas han mantenido su estricta tradición de endogamia a través de matrimonios arreglados.

## Tradiciones religiosas
Tradicionalmente, los knanayas han seguido las tradiciones y prácticas religiosas de la amplia comunidad cristiana de Santo Tomás. En el siglo XVII, cuando los cristianos de Santo Tomás se dividieron en facciones de la Iglesias católica y malankara siguiendo el Juramento de la Coonan Cross, los grupos knanayas y nordistas estaban divididos internamente. La facción malankara se afilió a la Iglesia ortodoxa siria, una Iglesia ortodoxa oriental con sede en Siria, mientras que la facción católica ahora se conoce como la Iglesia católica siro-malabar. A partir de finales del siglo XIX, tanto los knanayas malankaras como los católicos presionaron por sus propias diócesis dentro de sus respectivas denominaciones. En 1910 la Iglesia ortodoxa siria estableció una diócesis distinta orientada a knanayas en Chingavanam, que depende directamente del patriarca de Antioquía. Al año siguiente, la Iglesia católica estableció una eparquía (diócesis) católica knanaya en Kottayam, conocida hoy como la archieparquía católica siro-malabar de Kottayam.

## Pruebas de ADN
Un estudio de ADN autosómico de 2018 con 20 muestras encontró que el knanaya en promedio tiene un 13% de ascendencia de Oriente Medio oriundos directamente de la región del Cáucaso. Este porcentaje se comparó con 48 muestras de la comunidad más grande de cristianos de Santo Tomás, que promedió 3% de ascendencia de Oriente Medio con unas pocas muestras individuales que muestran cantidades elevadas de 12% que insinúan que estos individuos son descendientes de otras migraciones de Oriente Medio a la India, tales como la misión de mar Sabor y mar Proth en el siglo IX. El estudio también encontró patrones endógamos legítimos entre los knanayas en referencia a relaciones CentiMorgan o enlaces cromosómicos en los que todos los knanayas estaban en el rango de primos primero a quinto y compartían hasta 350 CentiMorgan entre ellos. La presentación también especuló sobre los posibles orígenes y desarrollo de la endogamia entre los knanaya con la comunidad probablemente siendo endógama al llegar a la India, integrándose lentamente a través de la exogamia y finalmente volviendo a la endogamia para salvaguardar su identidad y cultura distintas después de la destrucción de su ciudad de Cranganore en 1524, un evento que se ve tanto en fuentes históricas como en la historia popular y canciones de la comunidad.

De acuerdo con el estudio: Los knanayas pueden ser los descendientes de dichas 72 familias de Medio Oriente, pero definitivamente experimentaron un período de exogamia y luego una reversión a la endogamia después de la destrucción de su ciudad. Esto significaría que la identidad knanaya se basa en estas 72 familias, aquellos con los que se casaron durante un período exógamo, y los descendientes de estas personas que volvieron a la endogamia. Sin embargo, dado que el knanaya sí tuvo este período exógamo, es probable que haya algunos que no muestran conexión con el Medio Oriente, aunque ninguno apareció así todavía.

## Cultura

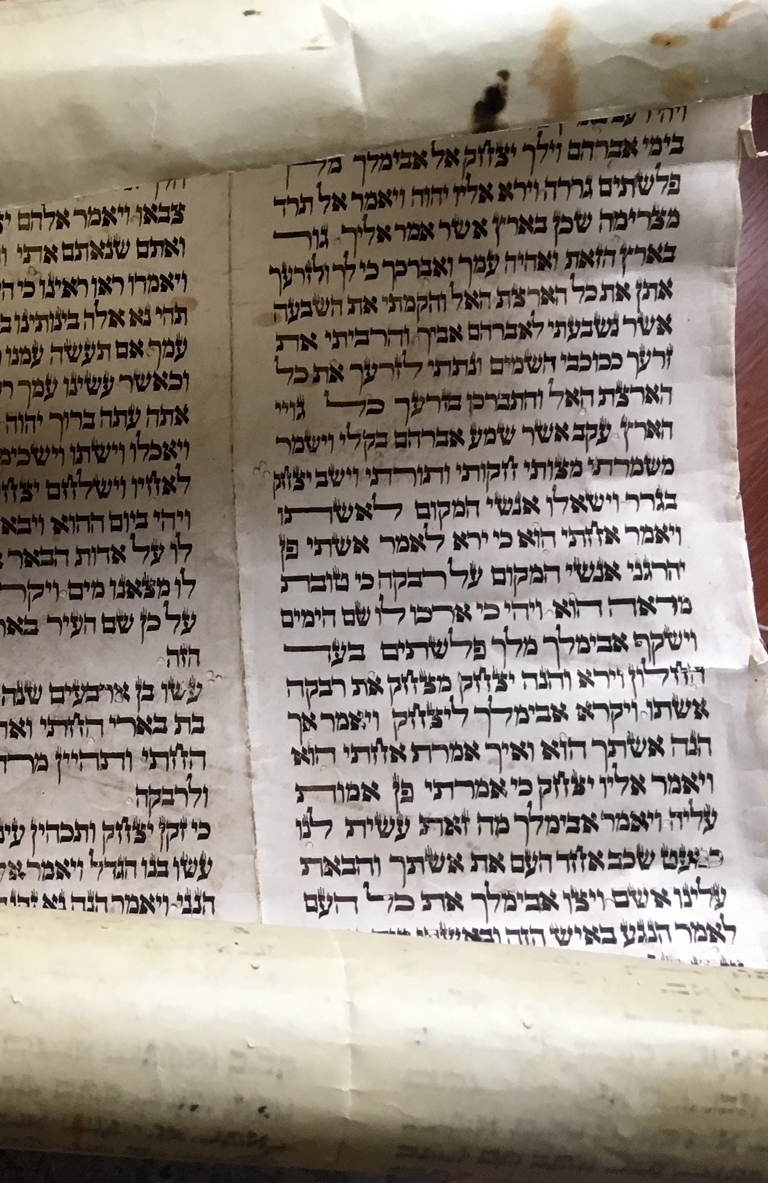
Voluta de Torah envejecida de la familia knanaya Heirloom.

Al igual que otros cristianos de Santo Tomás, la cultura sudista se deriva en gran medida de la cultura cristiana siríaca mezclada con las costumbres locales de la India, con elementos posteriores derivados de contactos indios y europeos. Sin embargo, numerosos eruditos han descubierto que las tradiciones y costumbres de los knanayas son muy similares a las de los judíos de Cochin en Kerala. Esto se puede ver a través de la similitud en las canciones populares y las tradiciones populares. Esta simetría probablemente resultó del hecho de que los grupos han vivido en estrecha proximidad durante siglos y también pueden reflejar los supuestos ancestros judeocristianos de los knanayas.